# Maximus von Saragossa
Maximus von Saragossa war von ca. 592 bis 619/20 (das Todesjahr ist nicht exakt zu ermitteln) Bischof von Saragossa und der Verfasser eines heute verlorenen Geschichtswerks über die Westgoten in Hispanien. Er gehört somit zu den letzten lateinischen Geschichtsschreibern der Spätantike.
Maximus war als Bischof nicht ohne Einfluss. So hielt er das 2. Konzil von Saragossa im Jahr 592 ab und nahm an den Synoden von Barcelona (599), Toledo (610) und Egara (614) teil. Des Weiteren wirkte er als Kulturförderer.
Maximus wird im Werk De viris illustribus des Isidor von Sevilla an prominenter Stelle erwähnt. Demnach habe der Bischof viele Werke in Vers- und Prosaform verfasst, darunter auch eine kurze Geschichte (historiola) über die Goten in Hispanien. Dieser Passage zufolge hat sich Maximus nicht weiter für die Vorgeschichte der Goten interessiert, sondern vor allem für die Zeit des hispanischen Westgotenreichs.
In der Forschung wurde oft erwogen, dass die knappe Chronik von Saragossa (Consularia bzw. Chronica Caesaraugustana, erhalten nur in einer Kopie aus dem 16. Jahrhundert) von Maximus geschrieben wurde. Nach Meinung einiger Forscher spricht die Inhaltsangabe Isidors eher dagegen, doch bestehen auch andere Überlegungen, so dass dies nicht völlig ausgeschlossen werden kann. So scheinen wenigstens Bezüge zwischen der Chronica Caesaraugustana und Maximus zu bestehen. Andere Identifikationsversuche von Spuren der historiola in zeitgenössischen Werken sind zumindest spekulativ, so etwa die Annahme, Isidors Gotengeschichte (Historia Gothorum) sei eine verkürzte Ausgabe der historiola.

## Editionen/Übersetzungen
- Bruno Bleckmann, Barbara Court (Hrsg.): Spanische Geschichtsschreibung des 6. Jahrhunderts (= Kleine und fragmentarische Historiker der Spätantike, G 25). Brill/Schöningh, Paderborn 2025.
- Lieve Van Hoof, Peter Van Nuffelen (Hrsg./Übers.): The Fragmentary Latin Histories of Late Antiquity (AD 300–620). Edition, Translation and Commentary. Cambridge University Press, Cambridge 2020, S. 246 f.

## Weblink
- Eintrag in Clavis Historicorum Antiquitatis Posterioris (CHAP)